# 中洲慈福宮
中洲慈福宮是位於臺灣臺南市學甲區的一間宮廟，主祀李府千歲、文衡帝君、吳府千歲。為傳統學甲十三庄中洲庄頭中東頭角聚落的角頭廟宇，因也是47角頭中的成員之一，故也是學甲慈濟宮上白礁與刈香兩活動的基本參與廟宇，在慈濟宮代表選舉中屬西部郊區。
行政區早期因位於中洲庄頭東邊，且為邱姓先祖所開墾，故又稱為東頭邱或東頭角。臺灣光復後設為東和村，1958年學甲升格為鎮後改為東和里，1982年又被併入光華里。然自2006 年2月1日實施行政區調整光華里與頭港里合併成為同一個里，故目前慈福宮位於光華里境內。

## 沿革
明末清初，邱姓移民隨鄭成功渡海至臺，於中洲地區定居，李府千歲與文衡帝君的金身亦隨之而來，並由里民輪流供奉。如果遇到祭典需供信眾參拜時，則需搭建臨時的棚架與神壇。1935年，在當地耆老邱朝和、邱慶盆、邱變、邱德元、邱元享等人倡議下，首度由眾人集資立廟。但後來擔心神像被日人焚燬，又改回民宅內奉祀。戰後方經由當地住民邱三財、邱章、邱朝成、邱文桃等人奔走下，於1945年重新建廟，名為「慈福宮」。由於是邱家先祖引入，俗稱「姓邱廟」。
1954年，慈福宮成立高蹺陣，於廟會、遶境時表演融合了打拳、特技的踩高蹺節目如《八仙過海》、《三藏取經》、《關公保二嫂》等。其中《關公保二嫂》飾演馬伕者有劈腿後再以單腳踩蹺站立的橋段頗受歡迎，臺灣南部其他高蹺陣也多引入此一劇目。
重建後的慈福宮香火鼎盛，1966年11月因年久失修故，在居民倡議下成立重建委員會，由邱矮、邱齊教擔任正副主委主持翻修，1968年3月完成。次年元月，又在前殿後方新建「慈安寺」。前殿除原有的李府千歲及文衡帝君外，增加主祀吳府千歲；後殿則主祀觀音佛祖、文殊菩薩，配祀福德正神、註生娘娘。每年農曆4月26日李府千歲聖誕有固定祭典。

## 圖集

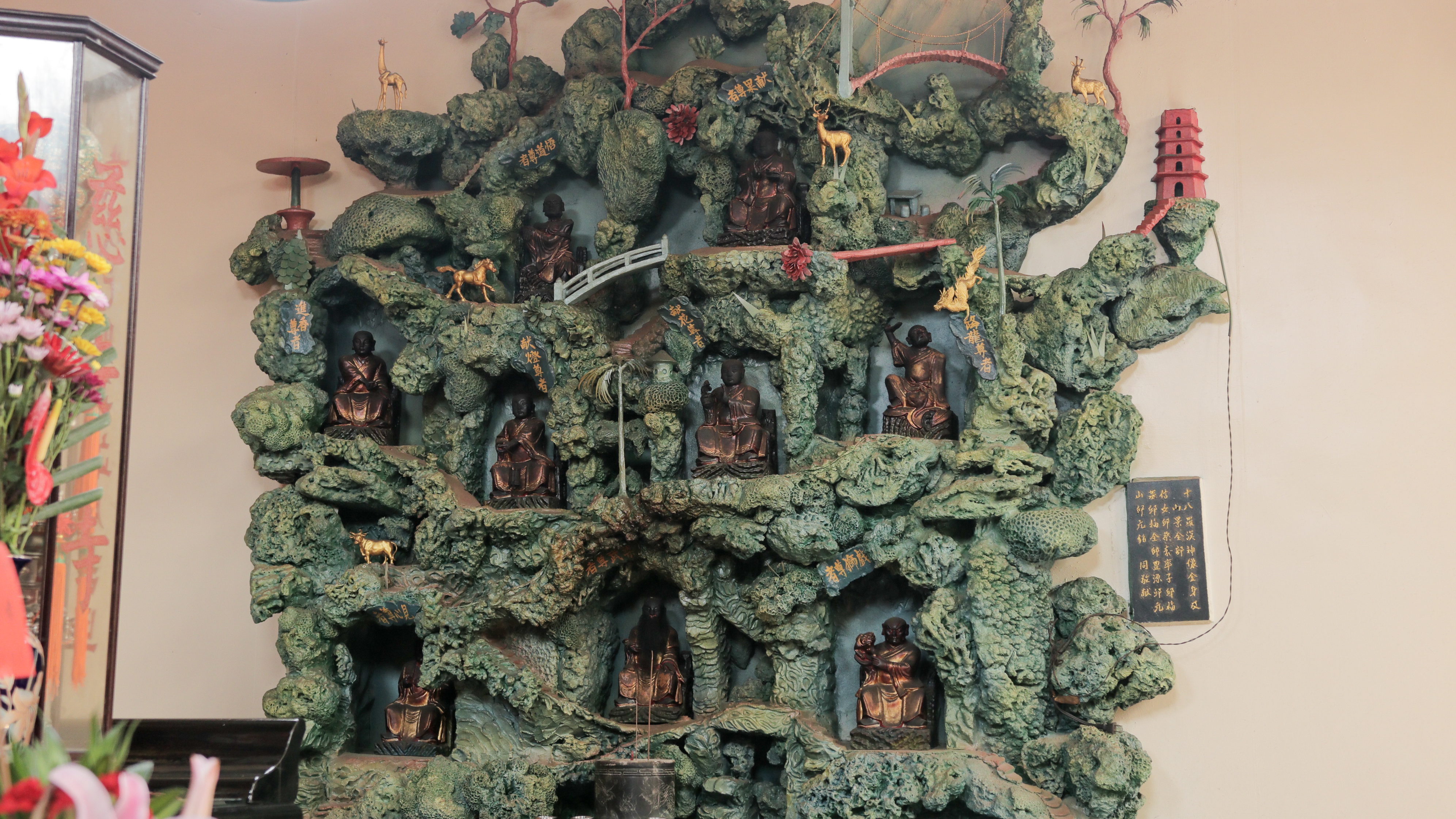
中洲慈福宮-羅漢山-1
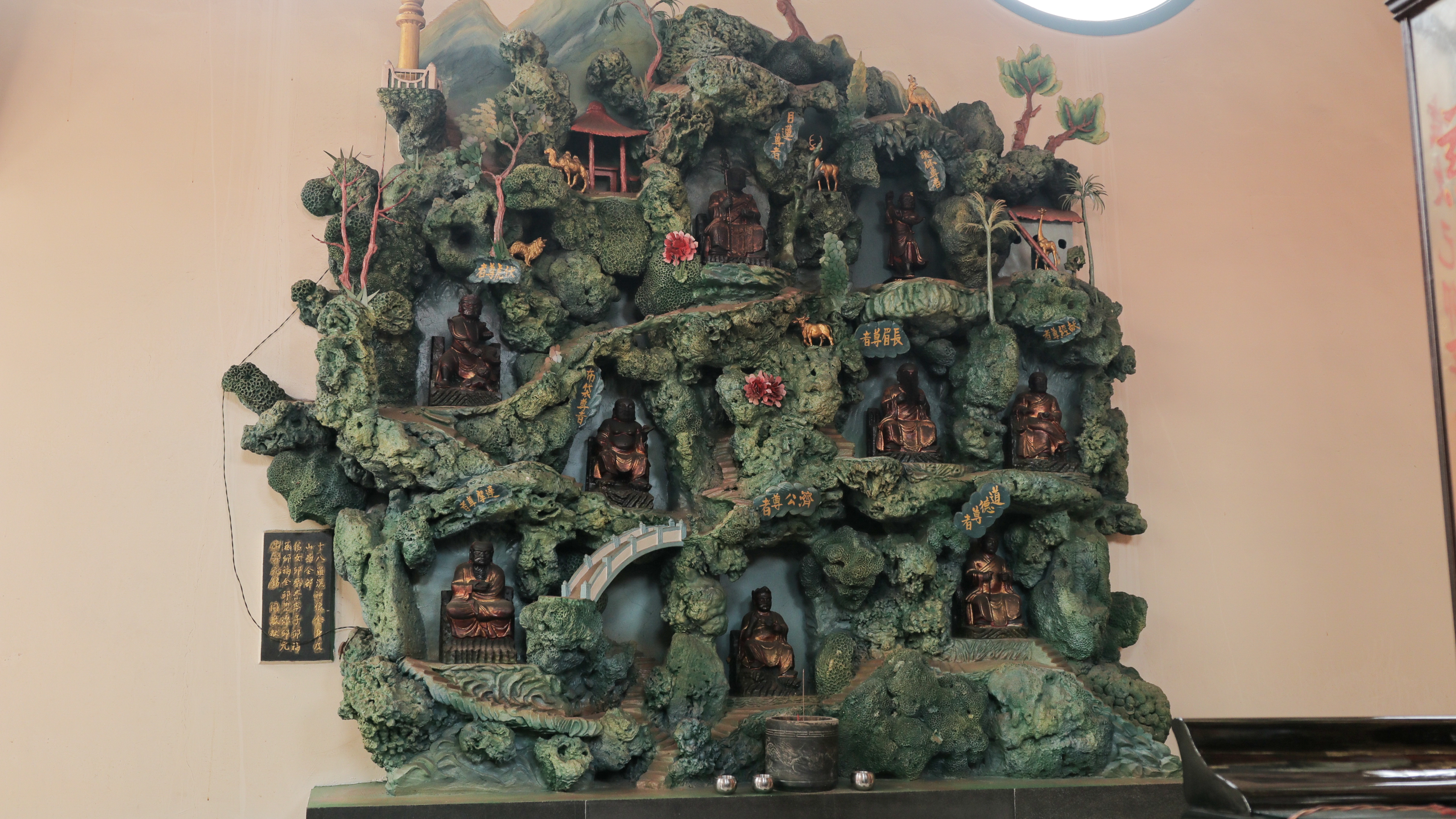
中洲慈福宮-羅漢山-2
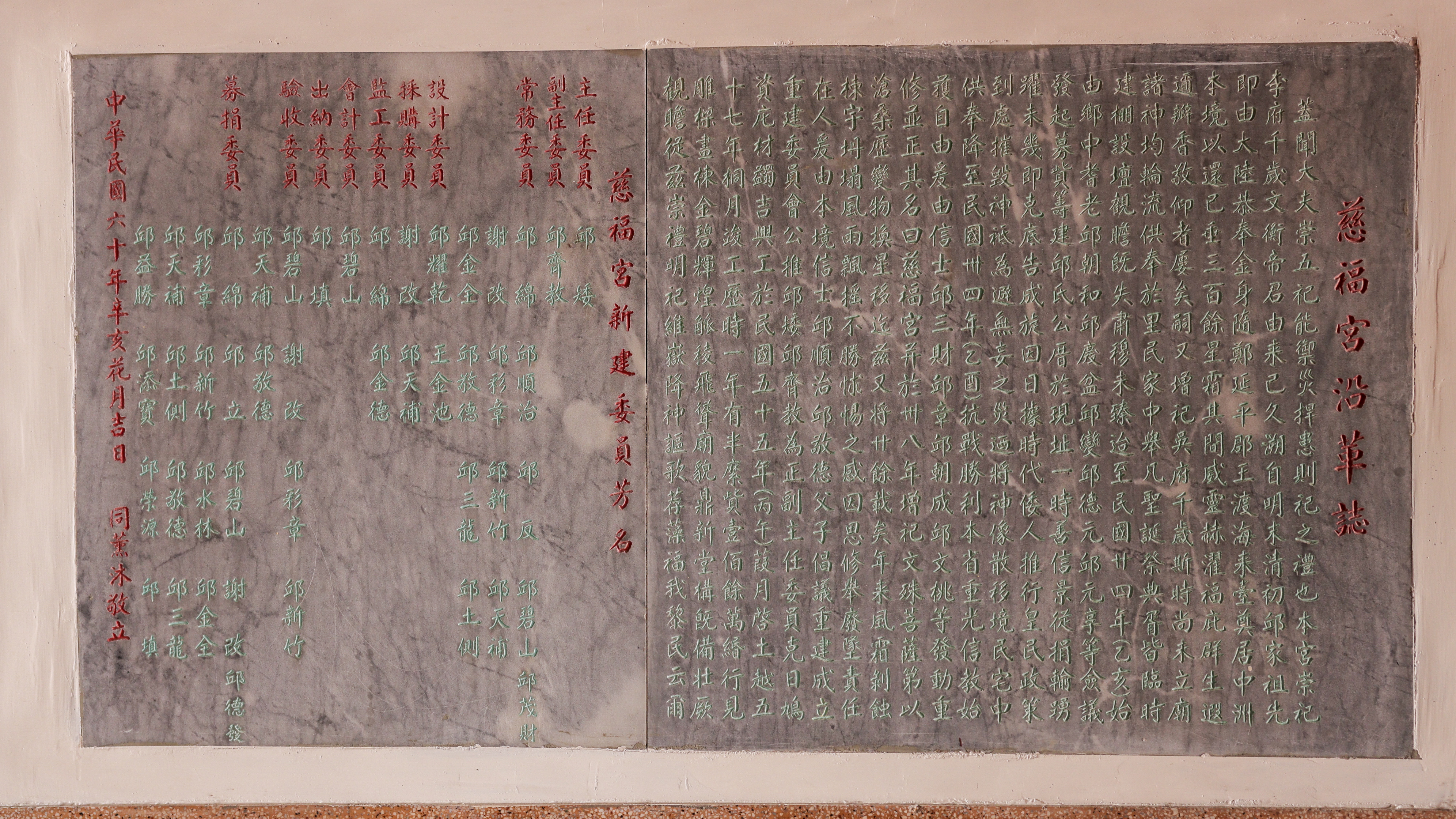
中洲慈福宮沿革紀念碑
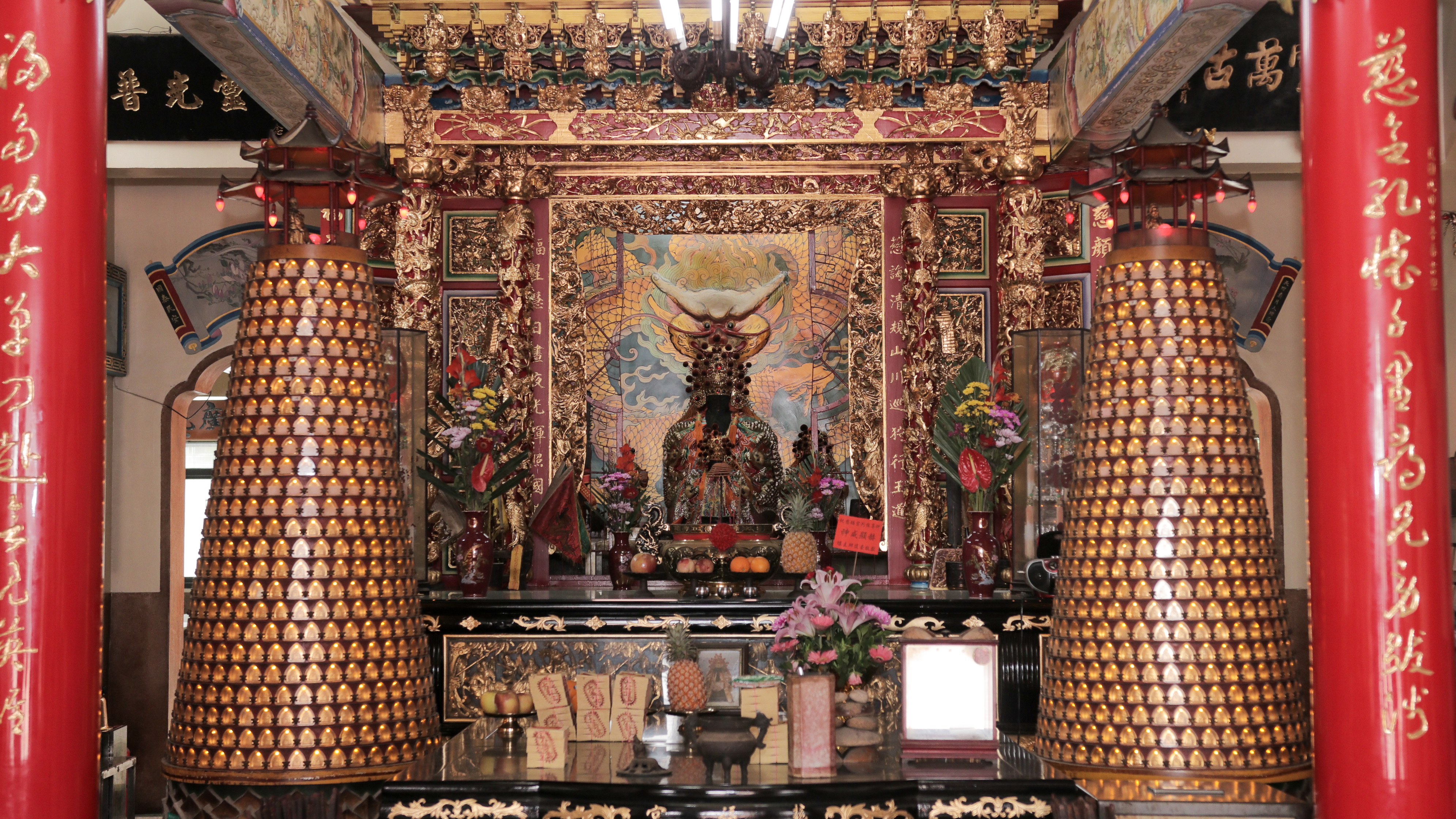
中洲慈福宮-神龕